# Roland Wagner
Pour les articles homonymes, voir Roland Wagner (homonymie) et Wagner.
Roland Wagner est un footballeur français né le 22 décembre 1955 à Drusenheim (Bas-Rhin). Il joue ailier droit du milieu des années 1970 à la fin des années 1980.
Il fait l'essentiel de sa carrière au RC Strasbourg alsace avec qui il remporte le championnat de France en 1979. Il joue ensuite au FC Mulhouse et au FC Montceau.
Il compte une sélection pour un but marqué en équipe de France.

## Biographie
Roland Wagner commence le football au FC Drusenheim en 1965 où il est repéré par le RC Strasbourg. En juin 1972, il dispute avec les cadets alsaciens la coupe nationale des cadets. Les Alsaciens s'inclinent face aux cadets picards amenés par Omar Sahnoun sur le score de un but à zéro. En début de saison suivante, il rejoint le centre de formation du club strasbourgeois et joue son premier match de championnat le 25 février 1973 lors d'un déplacement aux Girondins de Bordeaux. Il s'impose en équipe première lors de la saison 1975-1976 et le 27 mars 1976, il est appelé en équipe de France B par Henri Guérin pour un match contre le Luxembourg. Il entre à la 76e minute de la rencontre en remplacement de son coéquipier Albert Gemmrich dans un match remporté par les Français sur le score de deux buts à zéro. Le club strasbourgeois connaît cependant une saison difficile, termine 19e du championnat et se retrouve relégué en division 2. Le RCS remonte immédiatement après avoir remporté le groupe B de division 2 avec cinq points d'avance sur le deuxième. Meilleure attaque du championnat avec 84 buts dont douze de Roland Wagner, le Racing s'impose ensuite dans le match des champions face à l'AS Monaco sur le score de trois buts à un sur les deux matchs.
L'année suivante, le Racing termine troisième du championnat et se qualifie pour la coupe UEFA. En 1978-1979, le Racing remporte le championnat de France avec deux points d'avance sur le FC Nantes. Le club atteint également les demi-finales de la coupe de France où il est éliminé, sans avoir perdu un match de la compétition, par l'AJ Auxerre au bénéfice des buts à l'extérieur.
Le 20 octobre 1979, Roland Wagner est sélectionné en équipe de France et joue un match amical contre les États-Unis, où il marque le deuxième but de la victoire trois buts à zéro à la 18e minute de jeu à la suite d'un centre de Michel Platini. Lors de ce match, il se blesse gravement à la cheville et doit être remplacé à la 46e minute par Patrice Lecornu. Il rejoue avec son club deux semaines plus tard grâce à des injections mais, en mars 1980, son tendon se rompt. Il reprend l’entraînement six mois plus tard mais son tendon cède de nouveau. 
Après une saison blanche avec le RCS, il rejoint le FC Mulhouse en 1982. Handicapé par les blessures, il ne joue que sept rencontres sous le maillot mulhousien et décide en fin de saison de mettre fin à sa carrière professionnelle à l'âge de vingt-huit ans.
Après deux ans comme entraîneur-joueur au FC Drusenheim, son ancien coéquipier Jean-François Jodar le convainc, alors qu'il dispute son jubilé, de signer dans le club qu'il entraîne le FC Montceau. Il dispute deux saisons sous les couleurs du club bourguignon avant de mettre définitivement un terme à sa carrière professionnelle en 1987.
En 1989, il retrouve les terrains et rejoint le club amateur du FCSR Haguenau avec qui il remporte le championnat d'Alsace de division d'honneur puis rejoint le club allemand amateur du SV Linx en Verbandsliga Südbaden (de). Il gagne avec son club le championnat en 1993 puis retourne dans son club d'enfance le FC Drusenheim où il joue jusqu'en 2009 dans les rangs vétérans.

## Palmarès
Roland Wagner dispute 157 matchs de division 1 et marque 35 buts en neuf ans à ce niveau. Il remporte avec le RC Strasbourg le championnat de France de division 2 en 1977 puis le championnat de France en 1979.
Dans les rangs amateurs, il gagne le championnat d'Alsace de division d'honneur en 1990 avec le FCSR Haguenau et le championnat de Verbandsliga Südbaden en 1993 avec le SV Linx.
Il compte une sélection pour un but marqué en équipe de France de football ainsi qu'un sélection en équipe de France B.

## Statistiques

### Générales
Le tableau ci-dessous résume les statistiques en match officiel de Roland Wagner durant sa carrière de joueur professionnel,.
| Saison      | Club          | Pays   | Championnat        | Championnat    | Championnat    | Coupes nationales | Coupes nationales | Coupe d'Europe | Coupe d'Europe | Coupe d'Europe | Sélection      | Sélection      |
| Saison      | Club          | Pays   | Division           | Matchs         | Buts           | Matchs            | Buts              | Type           | Matchs         | Buts           | Matchs         | Buts           |
| ----------- | ------------- | ------ | ------------------ | -------------- | -------------- | ----------------- | ----------------- | -------------- | -------------- | -------------- | -------------- | -------------- |
| 1972 - 1973 | RC Strasbourg | France | Division 1         | 1              | 0              | -                 | -                 | -              | -              | -              | -              | -              |
| 1973 - 1974 | RC Strasbourg | France | Division 1         | 12             | 4              | -                 | -                 | -              | -              | -              | -              | -              |
| 1974 - 1975 | RC Strasbourg | France | Division 1         | 28             | 5              | 4                 | 0                 | -              | -              | -              | -              | -              |
| 1975 - 1976 | RC Strasbourg | France | Division 1         | 27             | 4              | 1                 | 0                 | -              | -              | -              | -              | -              |
| 1976 - 1977 | RC Strasbourg | France | Division 2         | 28             | 12             | 5                 | 3                 | -              | -              | -              | -              | -              |
| 1977 - 1978 | RC Strasbourg | France | Division 1         | 14             | 1              | 2                 | 0                 | -              | -              | -              | -              | -              |
| 1978 - 1979 | RC Strasbourg | France | Division 1         | 35             | 14             | 9                 | 4                 | C3             | 6              | 1              | -              | -              |
| 1979 - 1980 | RC Strasbourg | France | Division 1         | 22             | 6              | 1                 | 1                 | C1             | 5              | 0              | 1              | 1              |
| 1980 - 1981 | RC Strasbourg | France | Division 1         | -              | -              | -                 | -                 | -              | -              | -              | -              | -              |
| 1981 - 1982 | RC Strasbourg | France | Division 1         | 11             | 0              | -                 | -                 | -              | -              | -              | -              | -              |
| 1982 - 1983 | FC Mulhouse   | France | Division 1         | 7              | 1              | -                 | -                 | -              | -              | -              | -              | -              |
| 1983 - 1984 | FC Drusenheim | France | Division d'honneur | saison amateur | saison amateur | saison amateur    | saison amateur    | saison amateur | saison amateur | saison amateur | saison amateur | saison amateur |
| 1984 - 1985 | FC Drusenheim | France | Division d'honneur | saison amateur | saison amateur | saison amateur    | saison amateur    | saison amateur | saison amateur | saison amateur | saison amateur | saison amateur |
| 1985 - 1986 | FC Montceau   | France | Division 2         | 22             | 1              | -                 | -                 | -              | -              | -              | -              | -              |
| 1986 - 1987 | FC Montceau   | France | Division 2         | 22             | 3              | -                 | -                 | -              | -              | -              | -              | -              |
| Total       | Total         | Total  | Total              | 229            | 51             | 22                | 8                 | -              | 11             | 1              | 1              | 1              |

### Matchs internationaux
| # | Date            | Lieu                            | Adversaire | Résultat | Compétition  | Notes                                                              |
| - | --------------- | ------------------------------- | ---------- | -------- | ------------ | ------------------------------------------------------------------ |
| 1 | 10 octobre 1979 | Parc des Princes, Paris, France | États-Unis | V 3 - 0  | Match amical | Titulaire et buteur, remplacé par Patrice Lecornu à la 46e minute. |

### Buts internationaux
| #   | Date            | Lieu                            | Adversaire | Résultat | Compétition  | Détail | Détail        | Détail | Sél. |
| --- | --------------- | ------------------------------- | ---------- | -------- | ------------ | ------ | ------------- | ------ | ---- |
| 1er | 10 octobre 1979 | Parc des Princes, Paris, France | États-Unis | V 3 - 0  | Match amical | 18e    | du pied droit | 2-0    | 1re  |